# ルパン三世クロニクルSPECIAL LUPIN THE THIRD THE ORIGINAL-NEW MIX 2005- -REMIXED BY YUJI OHNO-
『ルパン三世クロニクルSPECIAL LUPIN THE THIRD THE ORIGINAL -NEW MIX 2005- -REMIXED BY YUJI OHNO-』（ルパンさんせいクロニクル スペシャル ルパン・ザ・サード・ジ・オリジナル -ニュー・ミックス2005- リミックスド・バイ・ユウジ・オオノ）は2005年3月30日に発売されたリミックス・アルバム。テレビアニメ『ルパン三世』のサウンドトラックでもある。

## 解説
『ルパン三世』のリミックス・アルバムは『PUNCH THE MONKEY!』でシリーズ化されているが、本アルバムはそれとは関係ない作曲者の大野雄二が自ら再編集・再構成したリミックス・アルバムとなっている。
「PUNCH THE MONKEY!」では一部アニメ本編に逆輸入されるほどの完成度を誇る楽曲が存在するものの、多くのものは原曲の1フレーズだけを使った「『ルパン三世』音楽のリミックス」とは言い難い内容が殆どであり、大野も「『どこがリミックスなの？』っていうものも多かった」と述べていた。
本作は音の分離やパートのバランス調整、コンピューター処理によるノイズ除去など最新技術を用いつつも、極力原曲はほぼそのままにしたリミックスとなっている。

## 収録曲
※全曲大野雄二作曲・編曲、「（2005ニュー・ミックス）」との表記がされている。
1. ルパン三世のテーマ'78 - You & Explosion Band
『ルパン三世 (TV第2シリーズ)』（以下、TV第2シリーズ）初代オープニングテーマ。アレンジは基本的にシングル・バージョンを元にしているが、Bメロではアルバム・バージョン同様にコーラスが入る。
2. ルパン三世 愛のテーマ - You & Explosion Band
TV第2シリーズ初代エンディングテーマ。
3. ルパン三世'79 - You & Explosion Band
TV第2シリーズ3代目オープニングテーマ。ゲームソフト『ルパン三世 ルパンには死を、銭形には恋を』のテーマソングとしてもこの「2005ニュー・ミックス」が使用されている。
4. ラヴ・スコール - 作詞：槇小奈帆/歌：サンドラ・ホーン
TV第2シリーズ3代目エンディングテーマ。オリジナル・ミックスでは没にされたサンドラ・ホーンによる間奏の台詞を追加[3]。
5. しゃれた沈黙 - 作詞：奈良橋陽子/歌：木村昇
初出は1979年12月発売の『ルパン三世・3』。
6. ルパン三世'80 - You & Explosion Band
TV第2シリーズ4代目オープニングテーマ。
7. ラヴ・イズ・エヴリシング - 作詞：奈良橋陽子/歌：木村昇
TV第2シリーズ4代目エンディングテーマ。
8. サンバ・テンペラード - You & Explosion Band
『ルパン三世 カリオストロの城』挿入曲として有名だが、TV第2シリーズでも使用されていたため、『カリオストロの城 オリジナル・サウンドトラック BGM集』ではなく、『オリジナル・サウンドトラック ルパン三世・3』に収録されていた。
オリジナル・ミックスでは「C-DAG」とのクロスフェード編集でカットされていた後半部分を初音源化[3]。
9. 炎のたからもの - 作詞：橋本淳/歌：ボビー
『ルパン三世 カリオストロの城』主題歌。
10. マンハッタン・ジョーク - 作詞：秋元康/歌：河合奈保子
『ルパン三世 バビロンの黄金伝説』主題歌。
11. ルパン三世のテーマ - 歌詞原案：鴇田一枝/作詞：千家和也/歌：ピートマック・ジュニア
TV第2シリーズ2代目オープニングテーマ。
12. ルパン三世 愛のテーマ - 歌詞原案：鴇田一枝/作詞：千家和也/歌：水木一郎
TV第2シリーズ2代目エンディングテーマ。
※以下、ボーナス・トラック
13. スーパー・ヒーロー（オルタネイト・ヴァージョン） - 作詞：奈良橋陽子/歌：トミー・スナイダー
TV第2シリーズ挿入歌の別ヴァージョン。ヴォーカルとコーラスのOKテイクのマスターが"スレーヴ"と呼ばれる素材になっていた。そのためヴォーカルは歌詞の異なる別テイクを使用し、コーラスはアルバム発売と同年に録音した「ルパン三世'80」の再演奏版で歌った佐々木久美・広谷順子・斎藤妙子で新たに録り直した。
14. しゃれた沈黙（2005トミー・ミックス） - 作詞：奈良橋陽子/歌：トミー・スナイダー
1978年1月発売の『ルパン三世 オリジナル・サウンドトラック』のために録音しながらも没になっていた「しゃれた沈黙」のトミー・スナイダー歌唱版を初音源化。バック演奏も木村昇のヴァージョンと異なる。